# Vági János
Vági János (Budapest, 1956. február 11. –) labdarúgó, középpályás.

## Pályafutása
1975-től 1979 nyaráig a Kecskeméti SC-ben szerepelt. 1979 és 1980 között az MTK-VM labdarúgója volt. Az élvonalban 1979. szeptember 1-jén mutatkozott be a Debreceni MVSC ellen, ahol csapat 2–0-s győzelmet aratott.  1980 júliusában a Kecskeméti TE igazolta le. A következő szezonban a Kecskeméti SC-ben szerepelt. 1982 és 1985 között a Rába ETO csapatában játszott. A győri együttessel egyszeres bajnok és kétszeres ezüstérmes. Az 1985–86-os idényben a Csepel játékosa volt. Az élvonalban összesen 94 mérkőzésen szerepelt és hét gólt szerzett.

## Sikerei, díjai
- Magyar bajnokság
  - bajnok: 1982–83
  - 2.: 1983–84, 1984–85
- Magyar kupa (MNK)
  - döntős: 1984[5]